# Allen, Michigan
Allen är en ort (village) i Hillsdale County i Michigan i USA. Vid 2010 års folkräkning hade Allen 191 invånare.